# Жестокое обращение с пожилыми людьми
Жестокое обращение с пожилыми людьми — «единичное или повторяющееся действие или отсутствие соответствующих действий, происходящее в течение любых отношений, в которых ожидается доверие, и причиняющее вред или страдания пожилому человеку». Определение жестокого обращения с пожилыми было принято Всемирной организацией здравоохранения. Законы, защищающие пожилых людей от жестокого обращения, аналогичны законам, защищающим взрослых-иждивенцев от жестокого обращения, и связаны с ними.
Вред наносят люди, которых пожилой человек знает или с которыми имеет отношения (супруг, партнёр, член семьи, друг, сосед, люди, от которых пожилой человек зависит в плане услуг, сиделки). Многие формы жестокого обращения с пожилыми людьми признаются видами домашнего насилия или семейного насилия.
К жестокому обращению с пожилыми людьми не относятся общие преступные действия в отношении пожилых людей (проникновение в дом, грабёж, ограбление на улице, «кража со взломом с отвлечением внимания», когда незнакомец отвлекает пожилого человека на улице. пороге, в то время как другой человек входит в собственность, чтобы украсть).
Жестокое обращение с пожилыми людьми со стороны лиц, осуществляющих уход, является всемирной проблемой. В 2002 году ВОЗ привлекла международное внимание к проблеме жестокого обращения с пожилыми людьми. Жестокое обращение с пожилыми людьми — социальная проблема. В 2006 году Международная сеть по предотвращению жестокого обращения с пожилыми людьми (INPEA) провозгласила 15 июня Всемирным днем распространения информации о жестоком обращении с пожилыми людьми (WEAAD).

## Виды жестокого обращения
Существует несколько видов жестокого обращения с пожилыми людьми:
- Физические — удары (руками, ногами и другие), пощечины, ожоги, толчки, удержание, ложное заключение, неправильное назначение лекарств, лишение лечения и лекарств
- Психологические — унижение вербально (крик, обзывания, насмешки, постоянная критика, обвинения, порицание) и невербальные формы (игнорирование, молчание, избегание, отказ от привязанности).
- Финансовые[англ.] — финансовая эксплуатация или экономическое насилие (незаконное присвоение финансовых ресурсов членами семьи, лицами, осуществляющими уход, или посторонними людьми, использование финансовых средств для контроля над человеком или содействия другим видам злоупотреблений, невыплата финансовой поддержки обедневшим пожилым людям в юрисдикциях, где действуют законы о сыновней ответственности, таких как Франция, Германия и большая часть Соединенных Штатов)
- Сексуальные — принуждение человека к участию в любой сексуальной деятельности без его согласия, включая принуждение к участию в разговорах сексуального характера против его воли; в ситуации, когда человек больше не может дать согласие (деменция).
- Пренебрежение — лишение человека надлежащего медицинского лечения, еды, тепла, одежды, комфорта, основных лекарств или необходимых услуг с целью принуждения к определённым действиям, финансовым или иным. Пренебрежение может включать в себя оставление без присмотра пожилого человека, находящегося в группе риска (то есть риска падения). Может быть преднамеренным (активное пренебрежение) или происходить из-за недостатка знаний или ресурсов (пассивное пренебрежение).
- Оставление — отказ от зависимого лица с намерением бросить его или оставить без присмотра на такой период времени, который может поставить под угрозу его здоровье или благополучие[9]
- Нарушение прав — лишение гражданских и конституционных прав человека преклонного возраста, но не признанного судом психически недееспособным.
- Пренебрежение к себе — пренебрежение заботой о своем здоровье, благополучии или безопасности. Общие потребности, в которых пожилые люди могут отказывать себе или игнорировать, включают следующее: средства к существованию (еда или вода); чистота (купание и личная гигиена); соответствующая одежда для защиты от климата; надлежащее укрытие; адекватная безопасность; чистая и здоровая окружающая среда; медицинская помощь при серьёзных заболеваниях; и необходимые лекарства[10]. Пренебрежение собой часто возникает из-за снижения умственного сознания или способностей человека. Некоторые пожилые люди могут решить отказать себе в некоторых преимуществах для здоровья или безопасности, что не может быть пренебрежением к себе. Возможно, это просто их личный выбор. Лица, осуществляющие уход, и другие ответственные лица должны уважать этот выбор, если пожилой человек находится в здравом уме. В других случаях пожилые люди могут испытывать недостаток в необходимых ресурсах из-за бедности или других социальных условий. Это также не считается «пренебрежением к себе»[11]
- Институциональное насилие подразумевает физический или психологический вред, а также нарушения прав в учреждениях, где уход и помощь предоставляются зависимым пожилым людям или другим лицам, например, в домах престарелых. Недавние исследования примерно 2000 жителей домов престарелых в США показали рост уровня жестокого обращения на 44 % и пренебрежения до 95 %[12] что делает жестокое обращение с пожилыми людьми в домах престарелых растущей опасностью. Точные статистические данные редки, поскольку жестокое обращение с пожилыми людьми в целом и особенно в домах престарелых трудно отследить[13][14].

## Предупреждающие знаки
Ключом к предотвращению и жестокого обращения с пожилыми людьми является тревожные признаки жестокого обращения с пожилыми людьми:
- Признаки физического насилия можно обнаружить по видимым признакам на теле, включая синяки, царапины, шрамы, растяжения или переломы костей, следы веревки на запястье, сломанные очки[7]
- Признаки эмоционального насилия часто сопровождают другие виды насилия и могут быть обнаружено по изменениям в личности или поведении человека. Пожилой человек также может демонстрировать поведение, имитирующее деменцию, например, раскачиваться или бормотать[7]. Эмоциональное насилие является наиболее редко сообщаемым видом жестокого обращения с пожилыми людьми. Жестокое обращение с пожилыми людьми происходит, когда человек не обращается с пожилыми людьми с уважением, включая словесные оскорбления. Некоторыми показателями эмоциональных последствий жестокого обращения с пожилыми людьми является то, что пожилые люди не реагируют или неразговорчивы. Кроме того, они могут быть необоснованно подозрительными или боязливыми, более изолированными и не желать быть такими общительными, как раньше. Об эмоциональном насилии сообщается недостаточно, но оно может иметь самые разрушительные последствия, поскольку приводит к ещё большему количеству проблем с физическим и психическим здоровьем
- Признаки финансовой эксплуатации — значительные списания средств со счетов, пропажа имущества или денег из дома, неоплаченные счета и ненужные товары или услуги[7]
- Признаки сексуального насилия, как и физическое насилие, можно обнаружить по видимым признакам на теле, особенно вокруг груди или области гениталий. Другие признаки включают необъяснимые инфекции, кровотечение и порванное нижнее белье[7]
- Признаки пренебрежения — недоедание и обезвоживание, плохая гигиена, несоблюдение приёма рецептурных лекарств, небезопасные условия жизни.[7]

Насилие можно также обнаружить, наблюдая за изменениями в поведении лица, осуществляющего уход:
- опекун может не позволять пожилым разговаривать с посетителями или принимать их
- проявлять безразличие или недостаток привязанности к пожилому человеку или называть его «обузой»
- Лица, осуществляющие уход, которые ранее злоупотребляли психоактивными веществами или психически нездоровые, с большей вероятностью будут жестоко обращаться с пожилыми людьми, чем другие люди[15].

### Знаки
- Не хватает медицинских вспомогательных средств, таких как очки, ходунки, слуховые аппараты[16]
- Проявление признаков эмоциональной травмы[16]
- Сломанные очки/оправа или физические следы наказания или ограничения свободы[16]
- признаки недостаточного ухода или неоплаченных счетов, несмотря на достаточные финансовые ресурсы[16]
- Сломанные кости (переломы)
- Плохой внешний вид
- Изменения психического статуса
- Частые инфекции
- Синяки, царапины, рубцы или порезы.
- Необъяснимая потеря веса
- Отказ говорить
- Признаки обезвоживания
- Отсутствие чистоты

## Последствия для здоровья
Жестокое обращение с пожилыми людьми может разрушить качество жизни пожилого человека в следующих формах:
- Снижение функциональных способностей
- Повышенная зависимость, чувство беспомощности и стресса.
- Ухудшение психологического состояния
- Преждевременная смертность и заболеваемость
- Депрессия и деменция
- Недоедание
- Пролежни
- Смерть

Риск смерти для жертв жестокого обращения с пожилыми в три раза выше, чем для обычных людей.

## Преступники
Насильником может быть опекун, супруг, партнер, родственник, друг, сосед, волонтер, оплачиваемый работник, практикующий врач, адвокат или любое другое лицо.
К родственникам, проявляющим насилие по отношению к пожилым, могут относиться взрослые дети и их супруги или партнеры, их потомство и другие члены расширенной семьи. Особенно опасны дети и другие родственники, злоупотребляющие психоактивными веществами или с другими жизненными проблемами. Финансовой эксплуатацией часто злоупотребляют хронические безработные родственники или зависимые от пожилого человека. 16— 38 % всех лиц, совершающих насилие по отношению к пожилым, страдают психическими заболеваниями. Следует добиваться уменьшения зависимости таких людей от пожилых, направляя больше ресурсов на программы жилищной помощи, службы интенсивной терапии и улучшение социальных пособий для людей с серьёзными психическими заболеваниями. Люди, злоупотребляющие психоактивными веществами и страдающие психическими расстройствами, обычно имеют очень ограниченные социальные связи, и такое ограничение свободы способствует повсеместному распространению жестокого обращения с пожилыми людьми.
В число лиц, виновных в жестоком обращении с пожилыми людьми, может входить любой человек, пользующийся доверием, контролем или властью над этим человеком. Некоторые преступники могут «ухаживать» за пожилыми людьми (подружиться с ними или строить с ними отношения), чтобы установить доверительные отношения. Одинокие пожилые люди, у которых нет взрослых детей, живущих поблизости, особенно уязвимы для «ухаживания» со стороны соседей и друзей, которые надеются получить контроль над их собственностью.
В некоторых ситуациях насилие представляет собой «домашнее насилие в старости», ситуацию, в которой жестокое поведение супруга или партнера продолжается до старости. В некоторых ситуациях пожилая пара может пытаться заботиться и поддерживать друг друга, но терпит неудачу из-за отсутствия внешней поддержки.
Хотя брокерские фирмы и банковские трастовые компании считаются слишком зарегулированными, чтобы иметь возможность жестоко обращаться с пожилыми людьми, сообщалось о случаях такого злоупотребления, при этом они защищены адвокатами и правительством.
В условиях платного ухода злоупотребления могут происходить по разным причинам:
- умышленные акты жестокости рецидивистов (из злорадства)
- недостаток знаний, отсутствие подготовки, отсутствие поддержки или недостаточность ресурсов
- общепринятая практика, часть работы учреждения или службы по уходу.

Жестокое обращение с пожилыми людьми не является прямой параллелью жестокому обращению с детьми. Так, постановление суда необходимо для того, чтобы забрать ребёнка из дома, но не для того, чтобы выселить из дома жертву жестокого обращения с пожилыми людьми.

## Факторы риска
Факторы риска, повышающие вероятность того, что пожилой человек станет жертвой жестокого обращения:
- проблемы с памятью (например, деменция).
- психическое заболевание
- физические недостатки
- депрессия, одиночество или отсутствие социальной поддержки.
- злоупотребление алкоголем или другими веществами.
- лекарства, которые ухудшают умственную деятельность
- словесная или физическая агрессия по отношению к лицу осуществляющему уход
- проблемная жизненная ситуация
- криминальное прошлое.

Факторы риска, повышающие вероятность того, что лицо, осуществляющее уход, будет жестоко обращаться с пожилыми людьми:
- чувство подавленности или обиды
- история злоупотребления психоактивными веществами
- зависимость от пожилого человека в вопросах жилья, финансов или других потребностей
- проблемы с психическим здоровьем.
- безработица
- криминальное прошлое
- проблемная жизненная ситуация.

Обязанности общества по искоренению жестокого обращение с пожилыми людьми:
- повышение безопасности пожилых людей
- предотвращение возникновения или повторения жестокого обращения с пожилыми людьми[24]
- разработка программ, ориентированные на удовлетворение потребностей пожилых людей. Например, в нескольких сообществах по всей территории Соединенных Штатов созданы группы специалистов по финансовым злоупотреблениям[25](многопрофильные группы, состоящие из государственных и частных специалистов, которые добровольно предоставляют свое время для консультирования)
- Служба защиты взрослых (APS)
- работа правоохранительных органов и адвокатов по вопросам финансового злоупотребления с уязвимыми взрослыми[26]

Другие факторы риска:
- Было обнаружено, что более низкий доход или бедность связаны с жестоким обращением с пожилыми людьми. Низкие экономические ресурсы были концептуализированы как контекстуальный или ситуационный стресс или способствующий жестокому обращению с пожилыми людьми.
- Проживание с большим количеством членов семьи, кроме супруга, связано с повышенным риском злоупотреблений, особенно финансовых злоупотреблений.

Факторы риска также можно разделить на:
- индивидуальный уровень
- уровень взаимоотношений
- уровень сообщества
- социокультурный уровень.

На индивидуальном уровне повышенному риску подвергаются пожилые люди с плохим физическим и психическим здоровьем.
На уровне отношений фактором риска для пожилых людей является:
- совместная жизненная ситуация
- проживание в одном районе с насильником.

На уровне сообщества лица, осуществляющие уход, могут сознательно или непреднамеренно вызвать социальную изоляцию пожилых людей.
На социокультурном уровне возможными факторами жестокого обращения с пожилыми людьми являются:
- представление о пожилом человеке как о слабом и зависимом
- отсутствие средств на оплату ухода
- одиночество и одновременно потребность в помощи
- разрушение связей между поколениями семьи[27].

## Исследования и статистика
В этой области в целом наблюдается недостаток надежных данных, что, возможно, является отражением низкого приоритета, придаваемого работе, связанной с пожилыми людьми. Статистические данные, используемые в этой области, значительно различаются.
Одно исследование показывает, что около 25 % уязвимых пожилых людей сообщат о жестоком обращении, что в общей сложности составляет до 6 % от общей численности пожилого населения. Исследования, проведенные в Канаде, показывают, что примерно 70 % случаев жестокого обращения с пожилыми людьми совершается в отношении женщин, и это подтверждается данными службы доверия (женщины — жертвы в 67 % звонков). Кроме того, домашнее насилие в более позднем возрасте может быть продолжением длительного жестокого обращения со стороны партнера, а в некоторых случаях жестокое обращение может начаться с выходом на пенсию или с появлением проблем со здоровьем. Количество злоупотреблений увеличивается с возрастом: 78 % жертв старше 70 лет.
Более высокая доля супружеских убийств подтверждает предположение о том, что жестокое обращение с пожилыми женщинами —продолжение длительного супружеского насилия в отношении женщин. Риск убийства для пожилых мужчин был гораздо выше вне семьи.
Насилие происходит в первую очередь дома (64 %), затем в интернатных учреждениях (23 %), а затем в больницах (5 %) (источник статистики — линия помощи, статистика зависит от физической и умственной способности людей использовать такой ресурс).
Исследования, проведенные в Новой Зеландии, в целом подтверждают приведенные выше выводы, с некоторыми вариациями. Из 1288 случаев в 2002—2004 годах жестокому обращению подверглись 1201 человек, 42 пары и 45 групп. Из них 70 % составляли женщины. Наиболее часто выявляемыми видами насилия были:
- психологическое насилие (59 %)
- материальное/финансовое (42 %)
- физическое насилие (12 %)
- Сексуальное насилие (2 %).

Насильники:
- члены семьи (70 %)
- из членов семьи сыновья или дочери (40 %)
- насильниками старшего возраста (старше 65 лет) чаще всего являются мужья.

Из 4766 случаев предполагаемого жестокого обращения, пренебрежения или финансовой эксплуатации с участием пожилых людей в 2007 году (на 9 % больше, чем в 2006 году):
- 19 инцидентов были связаны со смертью
- 303 инцидента были признаны опасными для жизни
- ~1 из 11 инцидентов был связан с опасной для жизни или смертельной ситуацией.

В 2012 году было исследовано гибридное насилие, которому могут подвергаться пожилые люди. Это исследование показало, что жертвы гибридной финансовой эксплуатации потеряли в среднем 185 574 доллара США, в диапазоне от 20 до 750 000 долларов США.
Обстоятельства, затрудняющие получение точных статистических данных о жестоком обращении с пожилыми людьми:
- Жестокое обращение с пожилыми людьми во многом является скрытой проблемой и, как правило, совершается в уединении, в доме пожилого человека, в основном членами его семьи[34]
- Жертвы жестокого обращения с пожилыми людьми часто не желают сообщать о своем насилии из-за страха, неверия другим, страха потери независимости, страха оказаться в исправительном учреждении, страха потерять единственную социальную поддержку (особенно, если преступник является родственником) и страха стать объектом насилия из-за будущего возмездия со стороны преступника[35][36][37][38]
- Снижение когнитивных способностей и плохое состояние здоровья жертв жестокого обращения с пожилыми людьми могут помешать им сообщить о жестоком обращении[39]
- Отсутствие надлежащего обучения поставщиков услуг, таких как социальные работники, сотрудники правоохранительных органов, медсестры и т. д.[40]
- Субъективный характер жестокого обращения с пожилыми людьми, который во многом зависит от его интерпретации[41]
- Ещё одна причина отсутствия точных статистических данных — это споры о том, включать ли пренебрежение к себе или нет, поскольку оно не предполагает участия другого человека в качестве насильника. Те, кто выступает против включения пренебрежения к себе, заявляют, что это другая форма насилия и, следовательно, не следует включать его в статистику[42].

## Профилактика
Пожилые люди в среднем посещают врача 13,9 раз в год. Врачи, как правило, сообщают только о 2 % случаев жестокого обращения с пожилыми людьми.. Причины отсутствия сообщений со стороны врачей включают отсутствие текущих знаний о законах штата о жестоком обращении с пожилыми людьми, опасения разозлить обидчика и разрушить отношения с пожилым пациентом, возможные явки в суд, отсутствие сотрудничества со стороны пожилых пациентов или семей, а также отсутствие время и оплаты.
Свести к минимуму жестокое обращение с пожилыми людьми может:
- Обучение и подготовка сотрудников системы уголовного правосудия (полиция, прокуроры и судебные органы) по вопросам жестокого обращения с пожилыми людьми,
- ужесточение законодательства по защите пожилых людей
- улучшение помощи жертвам жестокого обращения с пожилыми людьми
- участие сообщества в реагировании на жестокое обращение с пожилыми людьми (меры профилактики со стороны общества — программы, ориентированные на удовлетворение потребностей пожилых людей[25][26]

Предотвращение возникновения или повторения жестокого обращения с пожилыми людьми может уменьшить тревогу и депрессию у тех, кто за ними ухаживает.

## Ложные обвинения
Пожилой человек, страдающий деменцией или психическим заболеванием, может ложно утверждать, что стал жертвой жестокого обращения:
- 70 % пожилых людей с психическими нарушениями, такими как деменция, бред или паранойя, ложно обвиняют лиц, осуществляющих уход, в воровстве.
- Психически неполноценные пожилые люди могут утверждать, что опекун кормит их отравленной пищей или держит в плену.

Такие веб-сайты, как Alzlive.com и DailyCaring.com, предлагают советы лицам, осуществляющим уход, ложно обвиненным в жестоком обращении с пожилыми людьми или других преступлениях

## Примеры
- Стэн Ли